# Nui!
『Nui!』（ぬい）は、迎夏生の漫画作品。『月刊コミックラッシュ』（ジャイブ）2006年8月号から2007年10月号まで連載された。

## ストーリー
物を大切にすることにかけては人一倍の高校1年生・山瀬加耶。子供の頃に拾ったぬいぐるみ・パープルを今でも大事にしているが、そのパープルが加耶の16歳の誕生日に突然、意思を持って動き出す。しかも、パープル以外のぬいぐるみも同じように動き出したうえ、人間の姿に変身する能力「入魂変化（にゅうこんへんげ）」まで備わって……。

## 登場人物

### 主な登場人物
山瀬 加耶（やませ かや）
主人公。物を大切にする心で無生物に魂を吹き込む能力がある。
針原 慎里（はりはら しんり）
人気ぬいぐるみ作家。人形師の血筋を引いており、ぬいぐるみに魂を入れることができる。過去にパープルとの因縁があるらしい。
針原 沙羅（はりはら しゃら）
慎里のいとこの人形師。慎里のことを結婚したいと思っているほど愛している。
針原 夢路（はりはら ゆめじ）
沙羅の父親で人形師。幼い時に両親を亡くした慎里を引き取り、育てている。

### 「ぬい」たち
パープル
加耶が子供の頃に拾った全身のパッチワークが特徴のぬいぐるみ。加耶が16歳の誕生日を迎えた日に動き出し、加耶を守る騎士を宣言する。入魂変化した姿を加耶の友達に見られた時に名づけられた名前は「紫（ゆかり）」。
グレイ
犬のぬいぐるみ。喧嘩っ早い。入魂変化した姿を加耶の友達に見られた時に名づけられた名前は「灰原（はいばら）」。
アクア
魚のぬいぐるみ。足が無いので加耶のカバンに入れてもらわないと移動が出来ない。慌てた時にエラをバタつかせるのが特徴。入魂変化した姿を加耶の友達に見られた時に名づけられた名前は「水輝（みずき）」。
ピンク
ペガサスのぬいぐるみ。雌。
ビアンカ / ネラ
慎里のぬいぐるみ。リバーシブルのぬいぐるみで、天使の外見を持つビアンカと、攻撃的な性格で悪魔の外見を持つネラの二面性を持っている。

### その他の登場人物
土田 哲（つちだ てつ）
加耶の同級生で加耶のことが好き。ある事件がきっかけとなり、加耶のぬいぐるみが動くことを知っている。
雪乃（ゆきの）
加耶の同級生。なぜか好きなマンガのキャラクターのコスチュームを持っている。

## 単行本
1. ISBN 978-4-86176-362-5
2. ISBN 978-4-86176-393-9
3. ISBN 978-4-86176-468-4

単行本1巻初版は57ページと60ページが入れ替わる乱丁が発生し、回収・交換が行われた。